# Alternaria dianthi
Alternaria dianthi, también llamado carnation blight, es un agente patógeno micótico del género Dianthus. Infecciones de Alternaria dianthi empiezan como manchas circulares u ovulares, encima de hojas y tallos, que se pueden ser rojas, moradas, pardas, amarillas o grises. Este agente patógeno ha encontrado por culturas de claveles y otros especies de Dianthus por casi todo el mundo, incluyendo India, los Estados Unidos, Nueva Zelanda, las Islas Canarias, y Egipto. Catorce secuencias de genes de Alternaria dianthi han publicado a partir de 11 de abril de 2014.

## Síntomas
Alternaria dianthi puede infectar plantas saludables, y prefiere ambientes húmidos y calientes. Las manchas coloridas pueden crecer a infectar plantas enteras, lo que resulta en la marchitez o la muerte. Estas manchas generalmente tienen diámetros más pequeños que un centímetro, pero pueden ser más grande, especialmente cerca de los tallos. Las úlceras de A. dianthi propagan por las estomas de las células de las hojas, y generalmente causan a las hojas a tirar a amarillo, marchitarse y morir.

## Ciclo de Vida
Alternaria dianthi reproduce de forma asexual, por esporas en filas, desde las hifas. Las esporas se crean encima de úlceres y también dentro de las hifas. Las esporas son estrechas y globulares, y se propagan por agua. La producción de esporas y el proceso de infección disminuye durante los inviernos, y se ha observado que la producción de esporas es la más alta en meses lluviosos del verano.
Las esporas de A. dianthi germinan óptimamente cerca 24 °C, y no pueden germinar bajo de 4 °C o por encima de 32 °C. El fungo ha culturado desde medias sencillas como agar de dextrosa de patata, y no se necesita tejido de Dianthus para germinar. Para infectar plantas nuevas, las esporas encuentran tejidos saludables de las hojas y los tallos de plantas Dianthus por el viento, la lluvia, y contacto directo con tejido infectado. La planta portadora tiene que ser mojada antes de germinar las esporas. Humedad alto o medio alto es un requisito para la germinación, y una investigación encontró que las esporas no germinan bajo de 55% de humedad. El ciclo de la vida requiere cerca de cuatro días desde la germinación hasta la producción de esporas nuevas.
Esporas producidas por especies de Alternaria son negros, y pueden persistir en tejido muerto, en el suelo y encima de superficies duros como los que se encuentran en invernaderos.
No hay publicaciones sobre patógenos de Alternaria dianthi.

## Impacto
El primer investigación científica de Alternaria dianthia fue publicado por F.L. Stevens y J.G. Hall en 1909, sobre floristerías en los Estados Unidos. El hongo, junto con otros miembros del género Alternaria, está controlado efectivamente por las fungicidas mancoceb, ditiocarbamatos, clorotanolina y iprodione. Aunque A. dianthi se ha encontrado en culturas silvestres y comerciales de plantas Dianthus en casi todo el mundo, ninguna investigación sobre los impactos económicos de este patógeno se han publicado.